# Chongfu Shiyong Shiyan Hangtian Qi
Das Chongfu Shiyong Shiyan Hangtian Qi (CSSHQ) (chinesisch 可重复使用试验航天器 – „Wiederverwendbares experimentelles Raumschiff“) ist ein Testflugkörper für einen wiederverwendbaren Raumgleiter der Chinesischen Akademie für Trägerraketentechnologie.
Der 8,5 t schwere Raumflugkörper
wurde am 4. September 2020 um 07:30 Uhr UTC mit einer Trägerrakete des Typs Langer Marsch 2F/T vom Kosmodrom Jiuquan aus gestartet.

## Geschichte

### Tianjiao 1
Im September 1986 verabschiedete der Staatsrat der Volksrepublik China das Nationale Programm zur Entwicklung von Hochtechnologie, wegen des Datums der Vorlage aus dem März jenes Jahres auch „Programm 863“ genannt.
In diesem Programm gab es damals sieben Fachbereiche, die gefördert werden sollten, der zweite davon Raumfahrt, mit Schwerpunkt auf bemannter Raumfahrt.
Der sogenannte Fachbereich 863-2 war wiederum in mehrere Sektionen unterteilt, darunter die Sektion 863-204, die sich mit Raumschiffen befasste, die Raumfahrer zu einer Raumstation (Sektion 863-205) transportieren sollten. Im April 1987 wurde für den Fachbereich 863-2 eine Kommission aus sieben Experten berufen (863计划航天技术专家委员会), dazu jeweils noch Expertengruppen für die einzelnen Sektionen (主题项目专家组). Noch im April 1987 startete die Expertengruppe der Sektion 863-204 eine Ausschreibung für „Konzept- und Machbarkeitsstudien für schwere Trägerraketen und Transportsysteme für den Hin- und Rückflug zwischen Weltraum und Erde“ (关于大型运载火箭及天地往返运输系统的概念研究和可行性论证). Mehr als 60 mit Luft- und Raumfahrt befasste Staatsbetriebe und Forschungseinrichtungen beteiligten sich an der Ausschreibung, und zwei Monate später waren – zum Teil von Konsortien – elf konkrete Vorschläge eingereicht. Aus diesen wurden sechs Vorschläge ausgewählt – alle von Instituten des Ministeriums für Luftfahrtindustrie und des Ministeriums für Raumfahrtindustrie –, für die bis Ende Juni 1988, also innerhalb eines Jahres, detaillierte Berichte über die technische Machbarkeit (技术可行性论证报告) vorzulegen waren.
Bei einer Tagung von 17 Experten, die vom 20. bis 31. Juli 1988 in Harbin stattfand, kamen letztlich zwei Entwürfe in die Endauswahl:
- Ein Sojus-ähnliches Raumschiff des Instituts 508 der Chinesischen Akademie für Weltraumtechnologie, das heutige Shenzhou-Raumschiff.
- Ein entfernt an den amerikanischen Space Shuttle erinnernder Raumgleiter der 1. Akademie des mittlerweile gebildeten Ministeriums für Luft- und Raumfahrtindustrie, der Tianjiao 1 (天骄一号, „Himmelsstolz 1“).

Der von der 1. Akademie vorgeschlagene Raumgleiter war mit einer Länge von 16,5 m und einer Flügelspannweite von 12 m nur halb so groß wie der Space Shuttle und hatte mit angedachten 20 bis 25 Tonnen nur ein Viertel der Startmasse. Der wesentliche Unterschied zum Space Shuttle bestand darin, dass Tianjiao 1 kein senkrechtes Seitenleitwerk am Heck besaß, sondern aufgebogene Flügelspitzen, sogenannte „Winglets“, zur Erhöhung der Seitenstabilität nutzte. Anders als der Space Shuttle war Tianjiao 1, der einen Rumpf mit einem Durchmesser von 4 m besaß, nicht parallel zu einem Tank montiert, sondern saß an der Spitze einer 46 m langen, nicht wiederverwendbaren Trägerrakete von ebenfalls 4 m Durchmesser. Für die Trägerrakete waren kryogene Flüssigsauerstoff/Flüssigwasserstoff-Triebwerke vorgesehen, eine Technologie, an der die heutige Akademie für Flüssigkeitsraketentriebwerkstechnik zwar bereits seit 1961 arbeitete und die ab 1984 bei der Trägerrakete Changzheng 3 auch zum Einsatz kam, aber letztlich erst 1994 mit dem YF-75 ausgereift war. Zur Unterstützung der Kernstufe waren zwei Flüssigtreibstoff-Booster von jeweils 33 m Länge und knapp 3 m Durchmesser vorgesehen, ein Konzept, an dem man seit 1986 arbeitete, das aber erst 1990 bei der Changzheng 2E seinen ersten Einsatz hatte.
Objektiv gesehen war ein Raumgleiter zum damaligen Zeitpunkt weit jenseits der technischen Möglichkeiten Chinas. Angesichts der weltweiten Euphorie für derartige Projekte – die Sowjetunion arbeitete am Buran, die ESA am Hermes, Japan am Hope – fand Tianjiao 1 bei den in Harbin versammelten Experten jedoch durchaus Zustimmung. Das Raumschiff des Instituts 508 erhielt bei der finalen Bewertung 84,00 Punkte, der Raumgleiter der 1. Akademie 83,69. Nach weiteren Diskussionen, bei denen man zu der Erkenntnis gelangte, dass unter den damaligen Bedingungen nicht nur Entwicklung und Bau, sondern auch die Betriebskosten eines Raumgleiters weit über denen eines einmal verwendbaren Raumschiffs lagen, das außerdem, angedockt an eine spätere Raumstation, lange im Weltraum bleiben und als Rettungsboot fungieren konnte, wurden die Pläne im Juli 1989 Deng Xiaoping vorgelegt, mit der Empfehlung, zunächst das einfachere Raumschiff zu bauen, mit einem geplanten Erstflug im Jahr 2000, parallel dazu aber auch das Raumgleiter-Projekt weiterzuverfolgen, mit einem Erstflug 2015. Deng lehnte jedoch beide Projekte ab. Dies bedeutete zunächst das Ende der bemannten Raumfahrt in China.

### Tianjiao 2
Im März 1990 zog sich Deng Xiaoping aus der aktiven Politik zurück, und im September 1992 startete Jiang Zemin das bemannte Raumfahrtprogramm der Volksrepublik China, nach dem Datum auch „Projekt 921“ genannt. Mit dem neuen Programm wollte man auf der Basis des einfachen Raumschiffs von 1988 in drei überschaubaren Schritten zu einer ständig besetzten Raumstation kommen. Parallel führte man jedoch bei der Chinesischen Akademie für Trägerraketentechnologie (seit Februar 1989 der neue Name der 1. Akademie) die Grundlagenforschung für einen Raumgleiter weiter.
Im Oktober 2006 wurde von der Firma ein Konzept mit einer vergrößerten Version des Raumgleiters von 1988 vorgelegt, dem Tianjiao 2 (天骄二号), nun mit Seitenleitwerk am Heck und ohne Winglets.
Als Trägerrakete war eine 5-m-Kernstufe aus dem am 8. August 2006 genehmigten Baukastensystem der „Trägerraketen der neuen Generation“ vorgesehen, wieder mit zwei Boostern. Für den Erstflug des Tianjiao 2 wurde damals das Jahr 2020 genannt.
Dieses Konzept wurde dann aber nicht weiter verfolgt.

### Wiederverwendbares Raumtransportsystem
In dem am 27. Dezember 2016 vom Staatsrat veröffentlichten Weißbuch über Raumfahrtaktivitäten war als eines der Ziele für die folgenden fünf Jahre die Entwicklung von Technologien für ein wiederverwendbares Raumtransportsystem (天地往返可重复使用运输系统) angegeben. Beauftragt hiermit war das Hauptlabor im Forschungs- und Entwicklungszentrum der Chinesischen Akademie für Trägerraketentechnologie (一院研发中心总体室) unter seinem Leiter Chen Hongbo (陈洪波), wobei das Problem darin bestand, dass die Flugkörper nicht nur die Eigenschaften einer Rakete (also die Kernkompetenz der Akademie für Trägerraketentechnologie), sondern auch die eines Flugzeugs haben mussten.
Daher schloss die Firma ein Kooperationsabkommen mit der Fakultät für Luftfahrtwissenschaft und -technik der Universität für Luft- und Raumfahrt Peking, um gemeinsam Forschungen zur Belastung und Materialermüdung der Flügel durchzuführen, die technisch gesehen elastische Festkörper sind. Man versucht hier einen Kompromiss zwischen möglichst hoher Sicherheit und möglichst geringem Eigengewicht (also maximaler Nutzlast) der Flugkörper zu finden.
Chen Hongbo erläuterte im Oktober 2017, dass die Firma am Ende zu einem Fluggerät ähnlich dem damals aktuellen XS-1 der amerikanischen Defense Advanced Research Projects Agency kommen wollte, wo zwei als Raumgleiter ausgebildete Raketenstufen parallel zueinander montiert sind, entfernt vergleichbar dem Konstruktionsprinzip des Space Shuttle, und nach senkrechtem Start, Stufentrennung und Erfüllung ihrer Aufgaben beide wie ein Flugzeug horizontal landen, die erste Stufe aus einer niedrigeren Höhe – genannt wurde 2021 der Bereich 20–100 km – die zweite Stufe – das was man beim Space Shuttle „Orbiter“ nannte – nach einem Wiedereintritt aus der Umlaufbahn.
Als Einsatzgebiet des wiederverwendbaren Raumtransportsystems waren Stand 2017 erdnahe Umlaufbahnen von 300 bis 500 km Höhe angedacht, hauptsächlich zur Versorgung der Chinesischen Raumstation (Orbitalhöhe 340 bis 420 km), sowohl mit Gütern als auch als Personentransporter. Die Chinesische Akademie für Trägerraketentechnologie hatte aber auch militärische und touristische Anwendungen für das System ins Auge gefasst.
Der Orbiter des Systems, der

am 18. September 2020 auf einer Raumfahrttagung in Fuzhou vorgestellt wurde, hatte die Form des Tianjiao 1, also ohne Seitenleitwerk und mit Winglets. Nun war der Erstflug für 2030 geplant.
Am 11. März 2021 genehmigte die Vollversammlung des Nationalen Volkskongresses die Aufnahme des wiederverwendbaren Raumtransportsystems in die Liste der Nationalen wissenschaftlich-technischen Großprojekte, womit eine Finanzierung bis zum 31. Dezember 2035 sichergestellt ist.
Bei der in Entwicklung befindlichen – nicht aus dem Fonds für Nationale wissenschaftlich-technische Großprojekte geförderten – Trägerrakete Changzheng 8R, bei der die erste Stufe zusammen mit den mit ihr fest verbundenen Boostern senkrecht landet, können die Kosten pro Start auf 80 % einer entsprechenden Einmalrakete gesenkt werden.
Bei dem wiederverwendbaren Raumtransportsystem mit horizontal landenden Komponenten hofft man jedoch, wenn das Problem einer zerstörungsfreien und raschen Überprüfung von tragender Struktur, Triebwerken und Hitzeschutz einmal gelöst ist, die Kosten pro Start auf 10 % einer Trägerrakete mit entsprechender Nutzlast senken zu können.

## Testflug 2020
Am 4. September 2020 wurde ein verkleinertes Modell des Orbiters getestet. Der Flugkörper wurde mit einer Trägerrakete des Typs Langer Marsch 2F/T gestartet, die in ihrer Nutzlastverkleidung von 12,7 m Länge und 4,2 m Außendurchmesser auch die Raumlabors der Tiangong-Serie ins All befördert hatte.
Der Raumgleiter verbrachte zwei Tage in einer um 50,2° zum Äquator geneigten, erdnahen Umlaufbahn von 332 km × 348 km Höhe, mit einer Umlaufzeit von 91,31 Minuten pro Orbit und einer Bahngeschwindigkeit von 7,7 km/s. Schließlich landete er, nachdem er zwei Umläufe vor dem Wiedereintritt noch eine Nutzlast ausgesetzt hatte, am 6. September 2020 um 02:00 Uhr UTC auf der 5 km langen Landebahn des hierfür bestimmten Militärflughafen bei Qingghar, Provinz Xinjiang.
Der Test wurde als Erfolg verbucht.
Eines der Dinge, die auf der oben erwähnten Raumfahrttagung zwölf Tage später jedoch als wichtig erachtet wurden, war eine Vorausberechnung der Lebensdauer des bei dem Raumgleiter verwendeten Hitzeschutzmaterials.
Es wird, wie einst beim XS-1, eine zehnmalige Wiederverwendung des Flugkörpers angestrebt.
Neben dem Raumgleiter wurde bei diesem Testflug auch eine modernisierte Version der Trägerrakete erprobt. Die CZ-2F T3 war mit einem vom Institut 12 der Akademie für Trägerraketentechnologie entwickelten System ausgestattet, das bei Fehlfunktion oder Ausfall eines Haupttriebwerks automatisch die Steuertriebwerke zündet und versucht, mit deren Hilfe einen sicheren, notfalls auch niedrigeren Orbit zu erreichen. Dieses System, das bereits in eine am 9. Juli 2020 gestartete Trägerrakete vom Typ Changzheng 3B eingebaut gewesen war, soll in Zukunft auch bei der Changzheng 2C zum Einsatz kommen.

## Testflug 2021
Am 16. Juli 2021 startete ein Demonstrationsmodell eines wiederverwendbaren Suborbitalgleiters vom Kosmodrom Jiuquan und landete wenig später plangemäß auf dem 250 km südöstlich gelegenen Regionalflughafen von Badain Jaran, der Hauptstadt des Rechten Alxa-Banner, wo auf einer 2,4 km langen Landebahn normalerweise zweimotorige Propellermaschinen vom Typ Xi’an MA60 landen. Die Akademie für Trägerraketentechnologie beabsichtigt, den Suborbitalgleiter später als Komponente des wiederverwendbaren Raumtransportsystems zu verwenden. Bei dem getesteten Flugkörper handelte es sich um einen Deltaflügler, fast schon einen Nurflügler, nicht unähnlich der ersten Stufe des XS-1.
Nach der Zündung des mit Raketenkerosin und Flüssigsauerstoff nach dem Hauptstromverfahren arbeitenden Triebwerks vom Typ YF-100 stieg der Flugkörper zunächst senkrecht auf. Als der Treibstoff verbraucht war, wurde er wie eine Höhenforschungsrakete noch eine Weile vom eigenen Schwung getragen, um dann auf einer parabelförmigen Bahn zur Erde zurückzukehren. Nachdem der Flugkörper in der dichteren Atmosphäre noch einige Male wie ein Segelflugzeug gekreist war, landete er schließlich in Badain Jaran.

## Testflüge 2022
Am 4. August 2022 kurz nach 16 Uhr UTC (kurz nach Mitternacht Ortszeit) startete vom Kosmodrom Jiuquan ein im Vergleich zum Test 2020 etwas vergrößerter Prototyp des Orbiters, wieder mit einer Trägerrakete vom Typ Langer Marsch 2F/T, zu einem zweiten Testflug. Die um 50° zum Äquator geneigte Umlaufbahn war mit 346 × 593 km elliptischer als beim Testflug 2020. Bei diesem Test sollten Techniken zur Wartung von Satelliten im Orbit erprobt werden.
Nach dem Start wurden zwei Objekte ausgesetzt.
Um für die Flügelspitzen und die beiden in einem Winkel von 45° angesetzten Seitenleitwerke am Heck Platz zu schaffen, wurde für die Trägerrakete eine spezielle Nutzlastverkleidung mit entsprechenden Aussparungen verwendet. Die beiden Hälften der Nutzlastverkleidung stürzten nach dem Start im Grenzgebiet von Shanxi und Henan auf die Erde. Eine Hälfte der Nutzlastverkleidung und ein ebenfalls geborgener Booster wurden anschließend im Schulhof des 1. Gymnasiums von Jiyuan (济源第一中学) ausgestellt.
Am 23. Oktober 2022, gut zweieinhalb Monate nach dem Start, führte der Orbiter ein Bahnkorrekturmanöver durch, bei dem er das Perigäum anhob. Nun kreiste er auf einer fast kreisförmigen Bahn von 597 × 608 km um die Erde, 200 km höher als die Chinesische Raumstation und etwa die Höhe, in der sich sonnensynchrone Umlaufbahnen bewegen (wenn auch mit anderer Inklination). In der folgenden Woche setzte der Orbiter einen kleinen Begleitsatelliten aus, der anschließend nahe an das „Mutterschiff“ heranmanövrierte und zwischen dem 25. November und 24. Dezember 2022 seine Position dort mittels Bahnkorrekturmanövern beibehielt.
Anschließend entfernten sich Satellit und Raumgleiter wieder voneinander, um sich am 10. Januar 2023 erneut anzunähern. Zwischen dem 20. Februar und 29. März 2023 trennten sich die beiden Raumflugkörper voneinander, um sich danach erneut anzunähern und in Formation zu fliegen.
Am 8. Mai 2023 kehrte der Orbiter schließlich nach 276 Tagen im All wohlbehalten zur Erde zurück und landete um etwa 00:20 Uhr UTC auf dem Militärflughafen bei Qingghar.
Am 26. August 2022 startete nach Überprüfung und Wartung – das Triebwerk mit einer Schubkraft von 1188 kN auf Meereshöhe hatte man ausgebaut und besonders sorgfältig untersucht – das bereits ein Jahr vorher geflogene Testexemplar des Suborbitalgleiters erneut vom Kosmodrom Jiuquan und landete nach einer zunächst parabelförmigen Flugbahn und einigen Kurvenmanövern in den unteren Schichten der Atmosphäre sicher auf dem Regionalflughafen Badain Jaran.

## Testflug 2023
Der dritte Testflug eines Orbiters, wieder mit einer vom Kosmodrom Jiuquan gestarteten Trägerrakete vom Typ Langer Marsch 2F/T, begann am 14. Dezember 2023 um etwa 14:30 Uhr UTC.
Der Raumflugkörper wurde wie beim ersten Test 2020 in eine um 50° zum Äquator geneigte, annähernd runde Umlaufbahn von 338 × 355 km gebracht.

## Zukünftige Entwicklung
Langfristig ist geplant, den Raumgleiter mit dem YF-209 auszurüsten, einem LOX/Methan-Triebwerk mit 800 kN Schubkraft auf Meereshöhe und 900 kN Vakuumschub, das sich beim Pekinger Forschungsinstitut für Raumfahrtantriebe der Akademie für Flüssigkeitsraketentriebwerkstechnik in Entwicklung befindet.
Daneben arbeitet die Akademie für Trägerraketentechnologie aber auch an Staustrahltriebwerken.
Diese sollen laut Bao Weimin, dem Aufsichtsratsvorsitzenden der China Aerospace Science and Technology Corporation, ab 2045 bei horizontal startenden und landenden Raumflugzeugen eingesetzt werden.
Sowohl die Akademie für Trägerraketentechnologie als auch ihre Muttergesellschaft gehen davon aus, dass es mit dem für zehn Personen gedachten und mit Hyperschallgeschwindigkeit fliegenden „Neuartigen Fluggerät für den Pendelverkehr zwischen Himmel und Erde“ (新型天地往返飞行器) nicht nur möglich sein wird, jeden Ort auf der Erde innerhalb einer Stunde zu erreichen, sondern dass es auch regelmäßige Verbindungen in den Orbit geben wird.
Zunächst ist jedoch noch eine Zwischenstufe bei der Entwicklung zu Raumflugzeugen vorgesehen, bei der ein horizontal startendes Trägerflugzeug mit einem methangetriebenen, sowohl im Raketen- als auch im Staustrahlmodus arbeitenden Triebwerk (dual-rocket-based-combined-cycle, kurz DRBCC) in drei Phasen bis auf eine Geschwindigkeit von Mach 10 beschleunigen und den Orbiter mit einer Nutzlast von 4,77 t bis in eine Höhe von 35 km tragen würde.
Von dort würde der Orbiter mit einem LOX/Methan-Raketentriebwerk von 400 kN bis in eine Höhe von 180 km steigen.
Das Institut für Mechanik der Chinesischen Akademie der Wissenschaften besitzt seit dem 15. April 2022 in Yanqi im Norden von Peking einen Hyperschall-Windkanal, und wo Modelle des Raumflugzeugs bei Geschwindigkeiten von bis zu Mach 30 getestet werden können.
Das angedachte Fluggerät mit einem Startgewicht von insgesamt 150 t würde auf einer Startbahn beim Kosmodrom Wenchang bei 19,6° nördlicher Breite mit dem im Raketenmodus arbeitenden Triebwerk bis auf eine Geschwindigkeit von 150 m/s beschleunigen und dann abheben. In der ersten Phase des Fluges nach Südosten wird bis zum Erreichen einer Geschwindigkeit von Mach 2,5 ein zunehmender Anteil des vom Raketenantrieb benötigten Sauerstoffs nicht mehr aus dem LOX-Tank, sondern, wie bei einem Staustrahlantrieb, aus der Umgebungsluft bezogen. Bei Mach 2,5 wechselt das Triebwerk in den reinen Staustrahlmodus, wobei der Luftstrom auf Unterschallgeschwindigkeit verlangsamt wird, bevor er in die Brennkammer eingeleitet wird.
Nachdem das Trägerflugzeug eine Geschwindigkeit von Mach 6 und eine Flughöhe mit geringer Luftdichte erreicht hat, wird wieder mitgeführter Flüssigsauerstoff zugeführt, also in einen teilweisen Raketenmodus gewechselt, wobei die mit Restmethan angereicherten Verbrennungsgase aus dem Vorbrenner nun mit Überschallgeschwindigkeit in die Hauptbrennkammer gelangen. In diesem Modus wird bis Mach 10 beschleunigt und der zu diesem Zeitpunkt ein „Startgewicht“ von 27,9 t besitzende Orbiter über dem Äquator mit einer Flugrichtung direkt nach Osten abgetrennt wird. Nachdem er den Großteil seines Treibstoffs verbraucht und den Zielorbit erreicht hat, besitzt der Orbiter inklusive Nutzlast noch eine Masse von 7 t.